# Rikako Ikee
Rikako Ikee (em japonês:  池江 璃花子, Ikee Rikako; Tóquio, 4 de julho de 2000) é uma nadadora japonesa.

## Carreira
Considera a mais jovem estrela da natação japonesa, foi vencedora de seis medalhas de ouro nos Jogos Asiáticos. É vista como a grande promessa para os Jogos Olímpicos de Tóquio em 2020. A jovem tornou-se a primeira mulher a ser eleita a melhor atleta da competição.

Rikako Ikee competiu nos 50 metros livre feminino nos Jogos Olímpicos de Verão de 2016, ficando na fase das eliminatórias.

## Saúde
Em fevereiro de 2019 a nadadora foi diagnosticada com leucemia. Ikee sentiu-se mal enquanto treinava na Austrália, tendo voltado ao Japão, onde foi hospitalizada por alguns dias, onde iniciou tratamento. Em entrevistas revelou estar desconcertada, mas que irá se dedicar ao tratamento, e crê que esta doença poderá ser superada.